# L 98-59
|                        |  |  |
| L 98-59                |  |  |
| 1. L 98-59b            |  |  |
| 2. L 98-59c            |  |  |
| 3. L 98-59d            |  |  |
| 4. L 98-59e            |  |  |
| 5. L 98-59f            |  |  |
| 6. L 98-59g (Kandidat) |  |  |

L 98-59 ist ein etwa 35 Lichtjahre (10,6 Parsec) weit von unserem Sonnensystem entfernt befindlicher Roter Zwerg mit einem Planetensystem, das mindestens einen erdähnlichen Himmelskörper beherbergt. Nach Schätzungen hat der Stern mindestens fünf Planeten, einer davon befindet sich in der habitablen Zone.

## Planetensystem
Der Aufbau des Systems von L 98-59 ist deutlich kompakter als das Sonnensystem. Ein Roter Zwerg lässt sich an der Spektralklasse erkennen und ist kleiner, rötlicher, kühler und dunkler als die Sonne, darum liegt auch die habitable Zone näher zum Zentralgestirn. 
Der am nächsten zum Zentralstern liegende Planet, L 98-59b, hat etwa die halbe Masse der Venus. Der zweite Planet des Systems, L 98-59c, hat etwa die gleiche Masse wie die Erde, seine Größe entspricht allerdings nur 80 % ihrer Größe. Vergleicht man die Größe des Exoplaneten L 98-59c mit der des Mars, so ist sein Durchmesser noch um ungefähr drei Zehntel geringer. Die Umlaufzeit des Planeten L 98-59b beträgt 2,3 Tage, die Exzentrizität seiner Umlaufbahn beträgt weniger als 0,12. Im Vergleich dazu beträgt die Exzentrizität der Erdbahn jedoch nur 0,0167. Der nächstgrößere Planet im System ist L 98-59d, dessen Masse 2,42 Erdmassen beträgt. 
Der Durchmesser des bisher größten entdeckten und vermessenen Planeten (L 98-56e) des Systems beträgt 20.026 Kilometer. Der am weitesten vom Stern gelegene bestätigte Planet, L 98-59e, ist lediglich etwa 0,0506 AE von diesem entfernt. Das ist etwa ein Neunzehntel der Entfernung der Erde zur Sonne. Die Existenz des vierten Planeten, L 98-59d, gilt als bestätigt, allerdings sind Größe und Durchmesser noch nicht bekannt. Der fünfte Planet befände sich, als der am weitesten vom zentralen Stern entfernteste, in der habitablen Zone des Systems. Allein der Planet L 98-59d hat eine siebeneinhalb Tage dauernde Umlaufzeit.
Vergleicht man das System L 98-59 in Bezug auf Lichteinstrahlung und Temperatur mit dem Sonnensystem, so erkennt man, dass der fünfte Planet des ersteren Systems sich, ähnlich der Erde, in einem Leben ermöglichenden Temperaturbereich befindet, sofern er eine erdähnliche Atmosphäre aufwiese. Hierbei ist noch die Lichtfarbe des Sterns, die geringere Temperatur im Gegensatz zur Sonne (die einen geringeren Abstand des bewohnbaren Planeten zum Stern ermöglicht) und somit auch die auf L 98-59f einwirkende Temperatur von etwa 290 Kelvin, die oberhalb der mit 250 Kelvin auf die Erde einwirkenden Temperatur liegt, erwähnenswert. Der Kandidat L98-59f konnte 2025 bestätigt werden. Außerdem wurde im Jahr 2025 über einen weiteren Kandidaten berichtet, der also der sechste Planet im System sein könnte.
| Planet (Reihenfolge vom Stern aus) | Entdeckt | Masse (Erdmassen) | Radius (Erdradien) | Dichte (g/cm³)  | Große Halbachse der Bahn (AU) | Umlaufzeit (Tage)  | Exzentrizität | Bahnneigung (Grad) | Gleichgewichts- temperatur (Kelvin) |
| ---------------------------------- | -------- | ----------------- | ------------------ | --------------- | ----------------------------- | ------------------ | ------------- | ------------------ | ----------------------------------- |
| b                                  | 2019     | 0,40 +0,16−0,15   | 0,85 +0,06−0,05    | 3,6 +1,4−1,5    | 0,0219                        | 0,103 +0,117−0,045 | 2,25          | 87,71 +1,16−0,44   | 627 +33−36                          |
| c                                  | 2019     | 2,22 +0,26−0,25   | 1,39 +0,10−0,08    | 4,57 +0,77−0,85 | 0,0304                        | 0,103 +0,045−0,058 | 3,69          | 88,11 +0,36−0,16   | 553 +27−26                          |
| d                                  | 2019     | 1,94 ± 0,28       | 1,52 +0,12−0,10    | 2,95 +0,79−0,51 | 0,0486                        | 0,074 +0,057−0,046 | 7,45          | 88,45 +0,06−0,11   | 416 ± 20                            |
| e                                  | 2021     | 3,06* +0,33−0,37  | -                  | -               | 0,0717                        | 0,128 +0,108−0,076 | 12,80         | -                  | 342 +20−18                          |
| f                                  | 2025     | 2,80* ± 0,30      | -                  | -               | 0,105                         | 0,044 +0,027−0,028 | 23,06         | -                  | 285 ± 6                             |

## Entdeckung
Die Entdeckung erfolgte im Jahr 2019 durch das Weltraumteleskop TESS der NASA mit der Transitmethode. Zu diesem Zeitpunkt wurden die innersten drei Planeten vermessen, die Existenz des vierten bestätigt, und seitdem wird noch ein fünfter im Planetensystem vermutet. Weitere Untersuchungen mit dem James-Webb-Weltraumteleskop und dem ELT sollen in Zukunft (Stand Juli 2025) folgen.